# Helicogorgia capensis
Helicogorgia capensis is een zachte koraalsoort uit de familie Chrysogorgiidae. De koraalsoort komt uit het geslacht Helicogorgia. Helicogorgia capensis werd in 1910 voor het eerst wetenschappelijk beschreven door Simpson.